# 11145 Emanuelli
11145 Emanuelli eller 1997 HW är en asteroid i huvudbältet som upptäcktes den 29 augusti 1997 av de båda italienska astronomerna Piero Sicoli och Paolo Chiavenna vid Sormano-observatoriet. Den är uppkallad efter den italienske astronomen Pio Emanuelli.
Asteroiden har en diameter på ungefär 5 kilometer.